# 门环

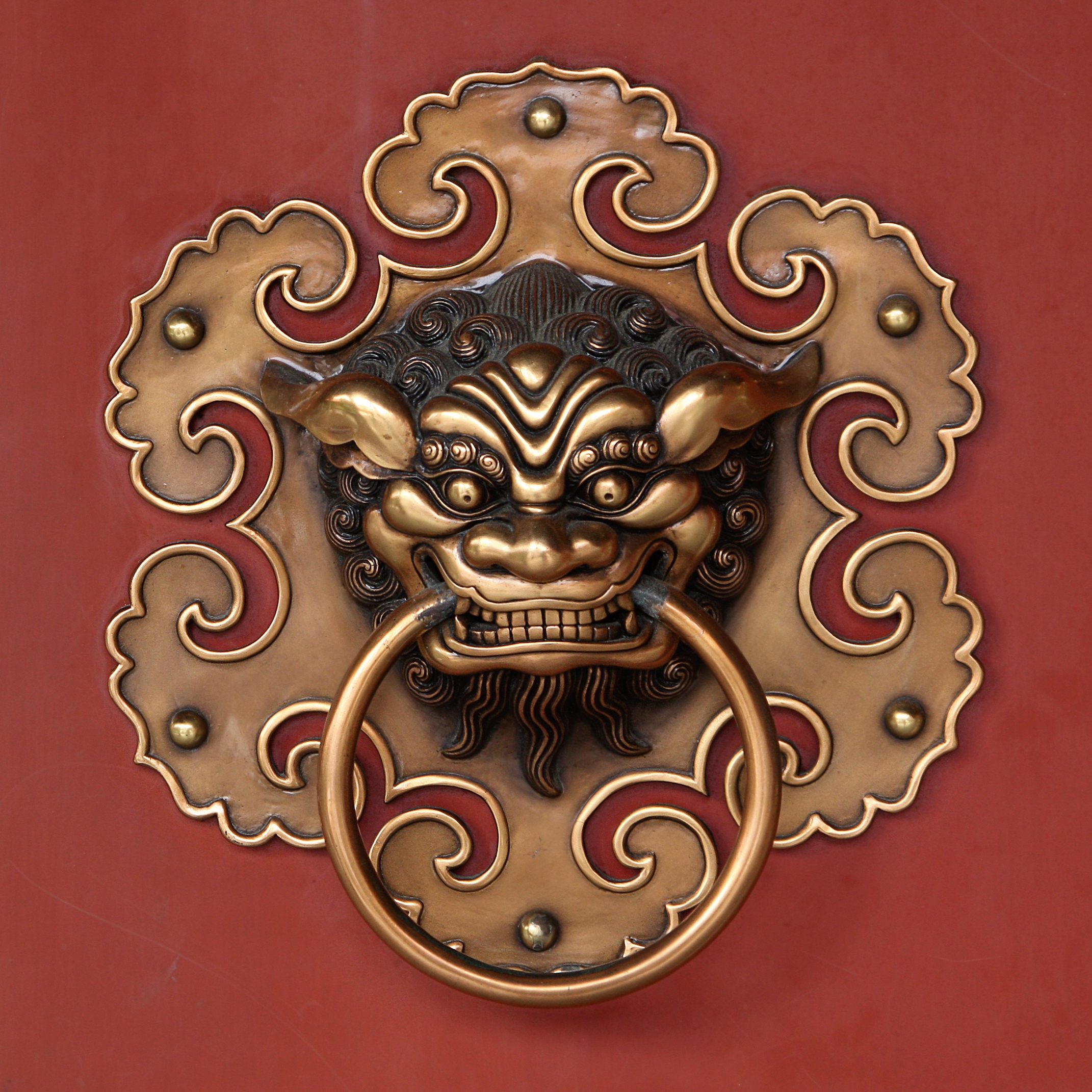
新加坡莲山双林禅寺的龙形门环

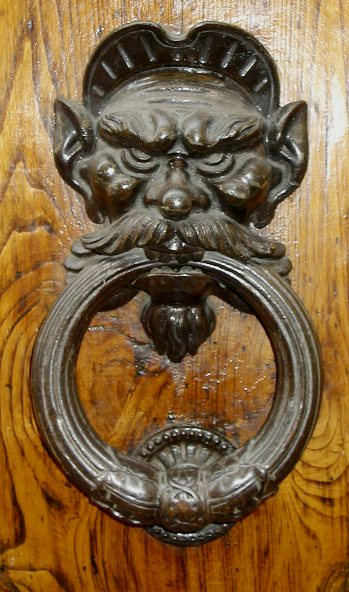
意大利佛罗伦萨的门环

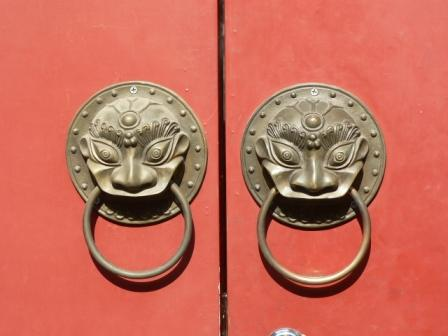
铺首衔环

门环，俗称响器，是安装在房屋大门上的拉手，并供叩门之用，中国门环也常被称为铺首或门钹，但严格说来铺首和门钹只是门环不同形式的底座。
门环常以金属制成，在中国古代有严格的等级规定，例如据《明史》记载：“亲王府四城正门以丹漆金钉铜环；公王府大门绿油铜环；百官第中公侯门用金漆兽面锡环；一二品官门绿油兽面锡环；三至五品官门黑油锡环；六至九品官门黑油铁环……”
中国门环常以铺首或门钹作为底座。铺首为兽头状，例如椒图。门钹为钹状，周边有圆形、六角形、八角形等。世界其他各国的门环有以人像作为底座的。